# Groß Jägersdorf
Groß Jägersdorf (ältere Schreibweise Groß-Jägersdorf, russisch Моторное, litauisch Gros Jegersdorfas) ist eine Wüstung auf dem Gebiet der Swobodnenskoje selskoje posselenije (Landgemeinde Swoboda (Jänischken, 1938–1946 Jänichen)) in der Oblast Kaliningrad (Gebiet Königsberg (Preußen)) in (Russland). Sie liegt fünf Kilometer südwestlich von Meschduretschje (Norkitten), 23 Kilometer westlich der Stadt Tschernjachowsk (Insterburg).

## Geschichte
Die Gründung von Jegersdurff fiel in die Zeit vor 1446. Am 30. August 1757 fand in Groß Jägersdorf die Schlacht bei Groß-Jägersdorf statt. Zwischen 1874 und 1945 war der Ort Sitz und namensgebend für einen neu errichteten Amtsbezirk, der zum Kreis Insterburg im Regierungsbezirk Gumbinnen der preußischen Provinz Ostpreußen gehörte.
Im Jahre 1910 lebten in Groß Jägersdorf 423 Einwohner. Ihre Zahl sank bis 1933 auf 307 und betrug 1939 nur noch 290.
Im Jahre 1945 kam Groß Jägersdorf mit dem nördlichen Ostpreußen in Kriegsfolge zur Sowjetunion und erhielt 1946 die russische Bezeichnung „Motornoje“. 1947 wurde das Dorf dem Rajon Tschernjachowsk (Kreis Insterburg) zugeordnet und gleichzeitig in den Kamenski selski sowjet (Dorfsowjet Kamenskoje (Saalau)) eingegliedert. Doch war die Ortsstelle nur noch kurze Zeit besiedelt und wurde dann aufgegeben.

### Amtsbezirk Groß Jägersdorf (1874–1945)
Dem Amtsbezirk Groß Jägersdorf waren ursprünglich sieben Dörfer zugeordnet:
| Name                      | Name (1938–1946)       | Russischer Name | Bemerkungen                         |
| ------------------------- | ---------------------- | --------------- | ----------------------------------- |
| Daupelken, Ksp. Norkitten |                        | Iswilino        | 1928 nach Uderballen eingegliedert  |
| Groß Jägersdorf           |                        | Motornoje       |                                     |
| Metschullen               | Lehwald                | Motornoje       |                                     |
| Uderballen                | Otterwangen            | Iswilino        |                                     |
| Uszbundszen               | seit 1928: Eichenstein | Woronowo        |                                     |
| Worpillen                 |                        | Woronowo        | 1928 nach Eichenstein eingegliedert |
| Wenskowethen              |                        |                 | 1928 nach Eichenstein eingegliedert |

Am 1. Januar 1945 bildeten noch vier Gemeinden den Amtsbezirk Groß Jägersdorf: Eichenstein, Groß Jägersdorf, Lehwald und Otterwangen.

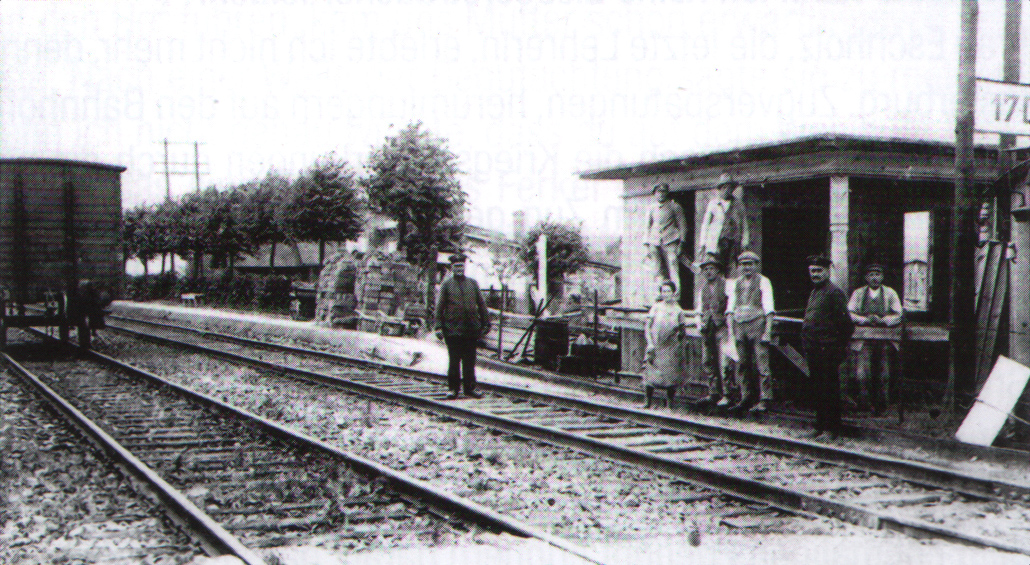
Am Bahnhof Lehwald / Ostpreußen (vor 1945)

## Schlacht bei Groß Jägersdorf
Bei dem Dorf fand die Schlacht bei Groß-Jägersdorf zwischen Russland und Preußen im Jahre 1757 statt.

## Kirche
Groß Jägersdorf war bis 1945 eine von 24 Ortschaften, die mit ihrer mehrheitlich evangelischen Bevölkerung in das Kirchspiel der Kirche Norkitten (heute russisch: Meschduretschje) eingepfarrt waren. Das war Teil des Kirchenkreises Insterburg in der Kirchenprovinz Ostpreußen der Kirche der Altpreußischen Union.